# Giman Pawirosemito
Giman Pawirosemito (Waterloo, 10 april 1928) is een Surinaams oud-bestuurder en kunstenaar.

## Biografie
Giman Pawirosemito werd geboren in Waterloo in het district Nickerie. Hij ging naar school in Paradise.
Op 1 oktober 1969 trad hij aan als loera (dorpshoofd) van Longmay, als opvolger van Parman Karijokromo, en bleef aan tot 16 juli 1980. Aan dit ambt was geen hoge beloning verbonden en hij was er dag en nacht voor in de weer. De vergoeding was vijftien Surinaamse gulden per maand met daarbij 5% van de belastingopbrengst die bewoners betaalden voor het dorpsonderhoud. Daarbij kreeg hij een gratis ziektekostenverzekering en werd hij uitgenodigd voor landelijke feesten. Hij moest nagaan wat er in de dorpsgemeente gebeurde en was 's avonds vaak aan het vergaderen.
Hij ontwierp onder meer het monument 100 jaar Javaanse immigratie dat in 2008 werd onthuld in het Liefdespark.